# 阿尔弗雷多·卡塞拉
阿尔弗雷多·卡塞拉（義大利語：Alfredo Casella，1883年7月25日—1947年3月5日），意大利作曲家，音乐学家，钢琴家，指挥家。

## 生平
卡塞拉出生于一个音乐世家，父亲是大提琴家，母亲擅长演奏钢琴。他音乐天分超群，8岁就弹完了巴赫的《平均律》，13岁入巴黎音乐学院，并在法国渡过了20年，成为一名出色的青年作曲家。一战爆发后，他回到祖国，与马利皮耶罗等作曲家一同创立了意大利当代音乐协会，与当时在意大利流行的未来主义思潮相呼应，同时积极从事教学和演出活动，并撰写了许多著作，呼吁创作具有意大利民族精神的新音乐。晚年他同墨索里尼的法西斯政权关系密切，并写作品为意大利侵略埃塞俄比亚大唱赞歌，成为他生涯中的污点。

## 音乐
卡塞拉的创作可以分为三个阶段。早年他虽然在法国学习，但受到德奥和俄罗斯音乐的影响更大，作品气魄宏伟，织体厚重，类似马勒的风格。1910年代，他的作品体现出斯特拉文斯基和巴托克的影响，音响尖锐刺激。一战以后他进入创作生涯的高峰，力图重现巴洛克时期意大利音乐的辉煌，作品多採新古典主义风格，常使用一些巴洛克时期的体裁形式，但不盲目复古，大胆结合现代和声和对位技法，使音乐充满动力和现代性。卡塞拉还是一位音乐学家，写过关于斯特拉文斯基等人的重要论著。